# Stenurella nigra
Stenurella nigra је врста инсекта из реда тврдокрилаца (Coleoptera) и породице стрижибуба (Cerambycidae). Сврстана је у потпородицу Lepturinae.

## Распрострањеност
Stenurella nigra је распрострањена на подручју Европе, Кавказа и Ирана. У Србији је честа врста, среће се од низија до планинских предела.

## Опис
Глава, пронотум, ноге и антене су црне боје, абдомен је црвен са црним врхом. Антене су средње дужине. Дужина тела је од 6 до 9 mm.

## Биологија
Комплетан циклус развића се одвија у периоду од око 2 године. Ларве се развијају у сувим и трулим мањим пањевима и гранама. Адулти су активни од априла до јула и могу се срести најчешће на цвећу. Као домаћини јављају се различите врсте листопадног дрвећа (леска, граб, брест и кркавина).

## Галерија
- одрасла јединка
- одрасла јединка
- одрасла јединка

## Синоними
- Leptura nigra Linnaeus, 1758
- Strangalia nigra (Linnaeus) Mulsant, 1863
- Leptura (Stenurella) nigra (Linnaeus) Sama, 1988
- Leptura picea Geoffroy, 1785